# Chamboulive
Chamboulive (Chamboliva en occitan) est une commune française située dans le département de la Corrèze dans le Limousin, en région Nouvelle-Aquitaine. Ses habitants sont appelés les Chamboulivois.

## Géographie

### Communes limitrophes
Les communes limitrophes sont  Beaumont, Eyburie, Le Lonzac, Pierrefitte, Saint-Jal, Saint-Salvadour et Seilhac.

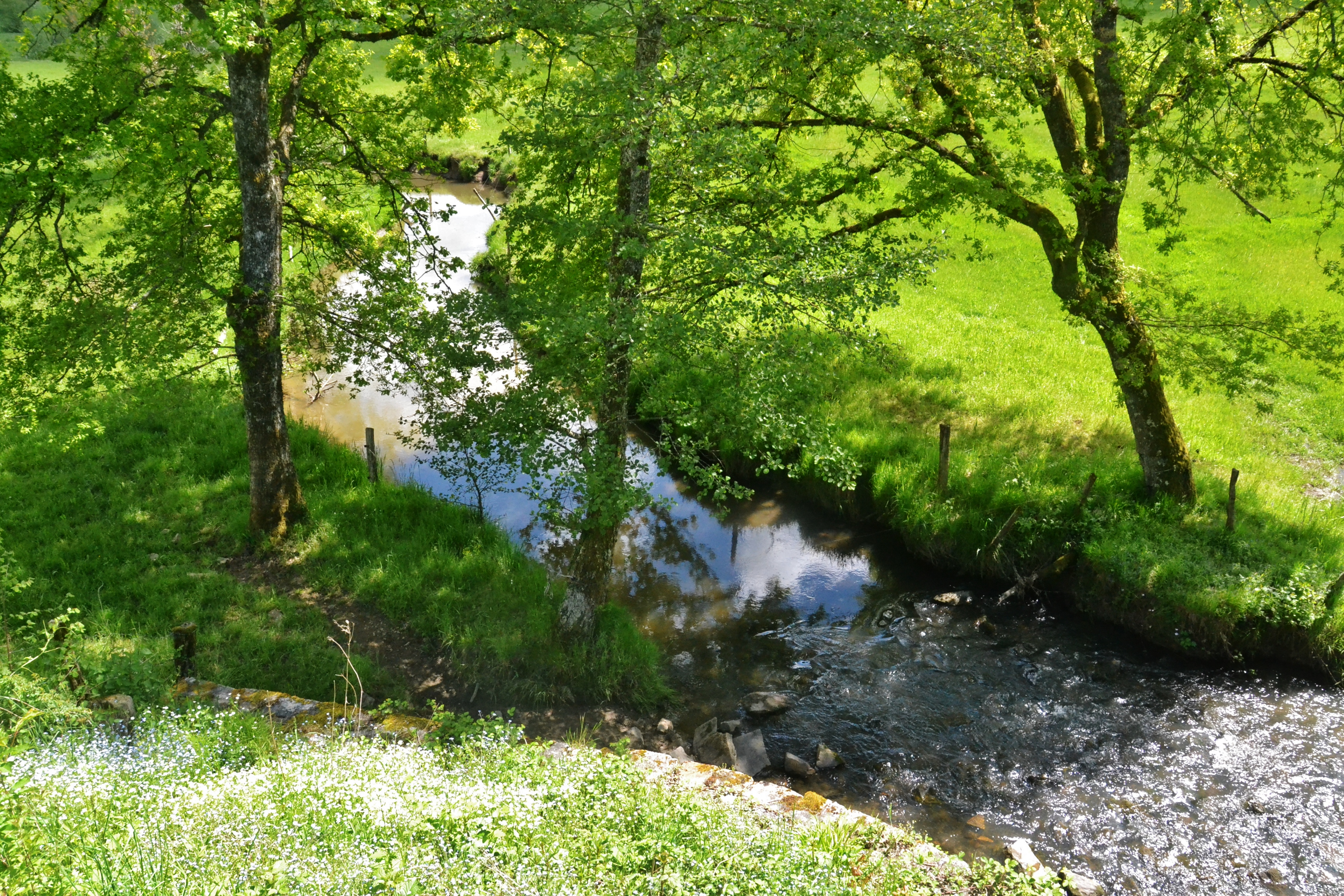
Le Rujoux, au sud de la commune.

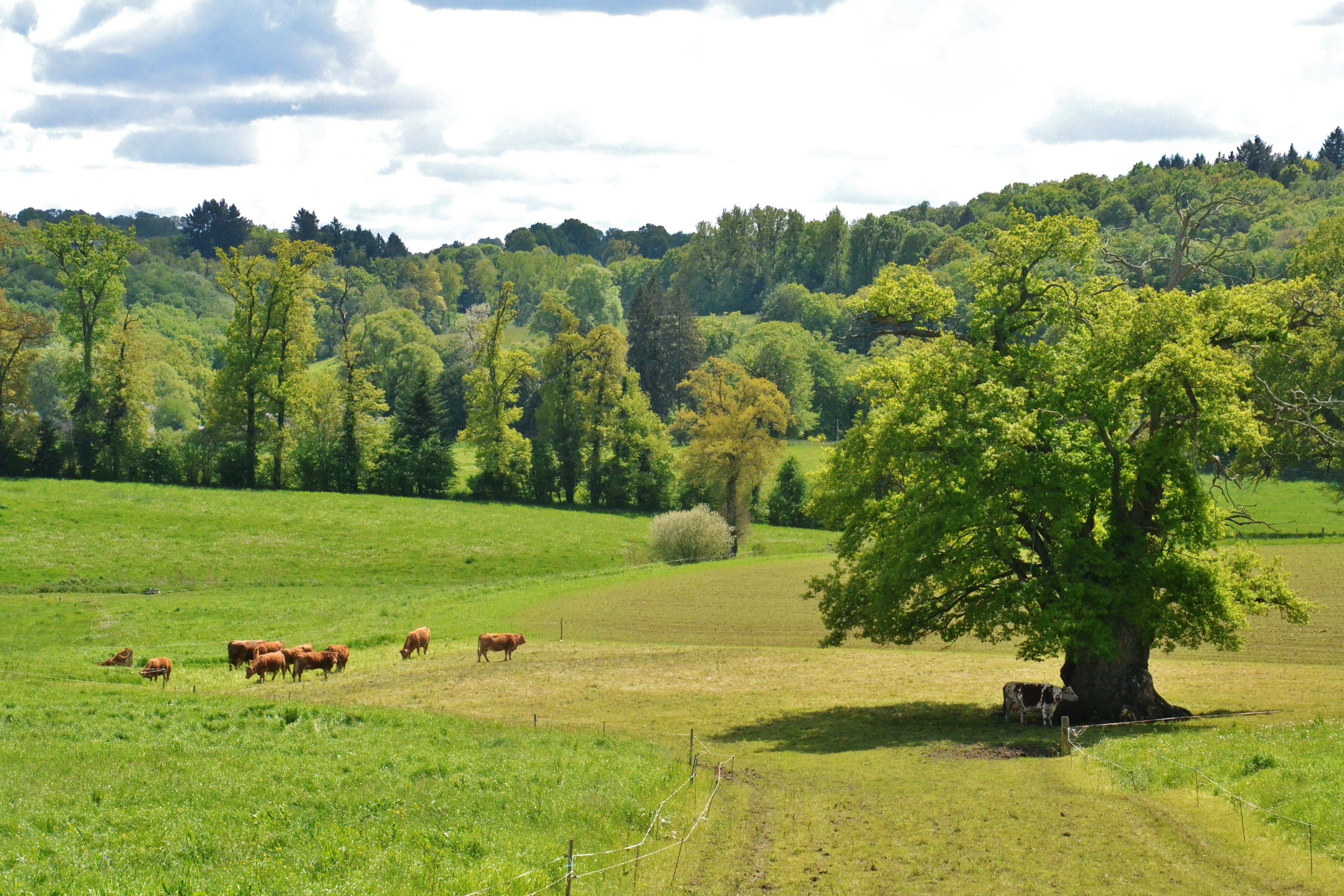
La campagne chamboulivoise.

Chamboulive occupe un plateau bordé au nord-ouest par la Vézère et entaillé par plusieurs ruisseaux, dont la Madrange et le Rujoux, affluents de la Vézère. La commune couvre 4 679 ha avec une altitude maximale de 529 m au Puy-Grand tandis que, sur la place de l’église, le niveau est à 430 m.

### Climat
Pour des articles plus généraux, voir Climat de la Nouvelle-Aquitaine et Climat de la Corrèze.
Historiquement, la commune est exposée à un climat montagnard.
En 2020, Météo-France publie une typologie des climats de la France métropolitaine dans laquelle la commune est exposée à un climat de montagne et est dans la région climatique Ouest et nord-ouest du Massif Central, caractérisée par une pluviométrie annuelle de 900 à 1 500 mm, maximale en automne et en hiver.
Pour la période 1971-2000, la température annuelle moyenne est de 10,9 °C, avec une amplitude thermique annuelle de 14,9 °C. Le cumul annuel moyen de précipitations est de 1 319 mm, avec 13,8 jours de précipitations en janvier et 8,1 jours en juillet. Pour la période 1991-2020, la température moyenne annuelle observée sur la station météorologique la plus proche, située sur la commune d'Uzerche à 11 km à vol d'oiseau, est de 12,1 °C et le cumul annuel moyen de précipitations est de 1 097,9 mm,. Pour l'avenir, les paramètres climatiques de la commune estimés pour 2050 selon différents scénarios d’émission de gaz à effet de serre sont consultables sur un site dédié publié par Météo-France en novembre 2022.

## Urbanisme

### Typologie
Au 1er janvier 2024, Chamboulive est catégorisée commune rurale à habitat dispersé, selon la nouvelle grille communale de densité à 7 niveaux définie par l'Insee en 2022.
Elle est située hors unité urbaine. Par ailleurs la commune fait partie de l'aire d'attraction de Tulle, dont elle est une commune de la couronne,. Cette aire, qui regroupe 43 communes, est catégorisée dans les aires de moins de 50 000 habitants,.

### Occupation des sols
L'occupation des sols de la commune, telle qu'elle ressort de la base de données européenne d’occupation biophysique des sols Corine Land Cover (CLC), est marquée par l'importance des territoires agricoles (85,7 % en 2018), une proportion sensiblement équivalente à celle de 1990 (84,9 %). La répartition détaillée en 2018 est la suivante :
zones agricoles hétérogènes (49,2 %), prairies (36,5 %), forêts (11,8 %), zones urbanisées (2 %), espaces verts artificialisés, non agricoles (0,6 %).
L'évolution de l’occupation des sols de la commune et de ses infrastructures peut être observée sur les différentes représentations cartographiques du territoire : la carte de Cassini (XVIIIe siècle), la carte d'état-major (1820-1866) et les cartes ou photos aériennes de l'IGN pour la période actuelle (1950 à aujourd'hui).

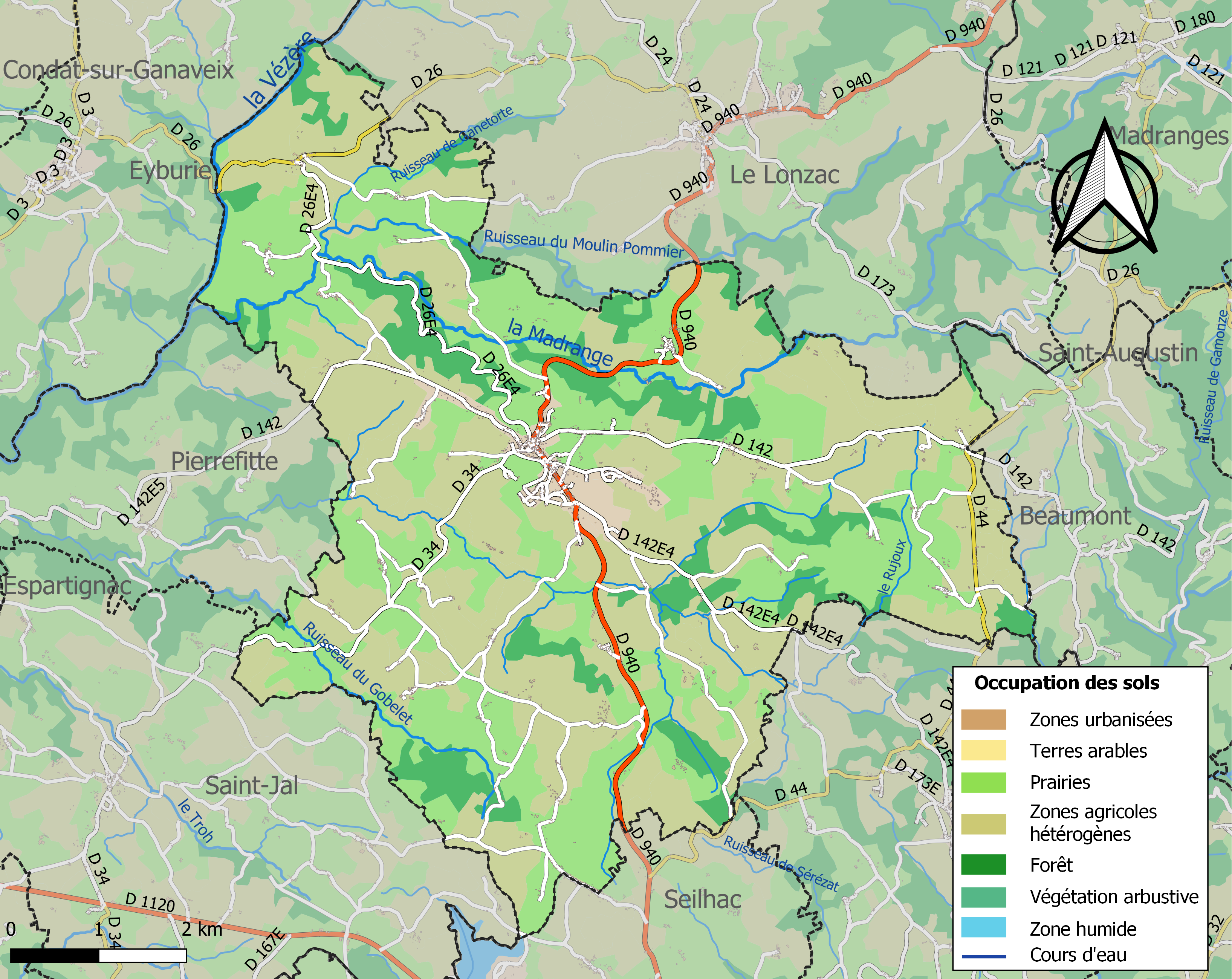
Carte des infrastructures et de l'occupation des sols de la commune en 2018 (CLC).

### Transport routier
- Réseau Réseau interurbain de la Corrèze

### Risques majeurs
Le territoire de la commune de Chamboulive est vulnérable à différents aléas naturels : météorologiques (tempête, orage, neige, grand froid, canicule ou sécheresse), feux de forêts et séisme (sismicité très faible). Il est également exposé à un risque technologique, la rupture d'un barrage, et à un risque particulier : le risque de radon. Un site publié par le BRGM permet d'évaluer simplement et rapidement les risques d'un bien localisé soit par son adresse soit par le numéro de sa parcelle.

#### Risques naturels

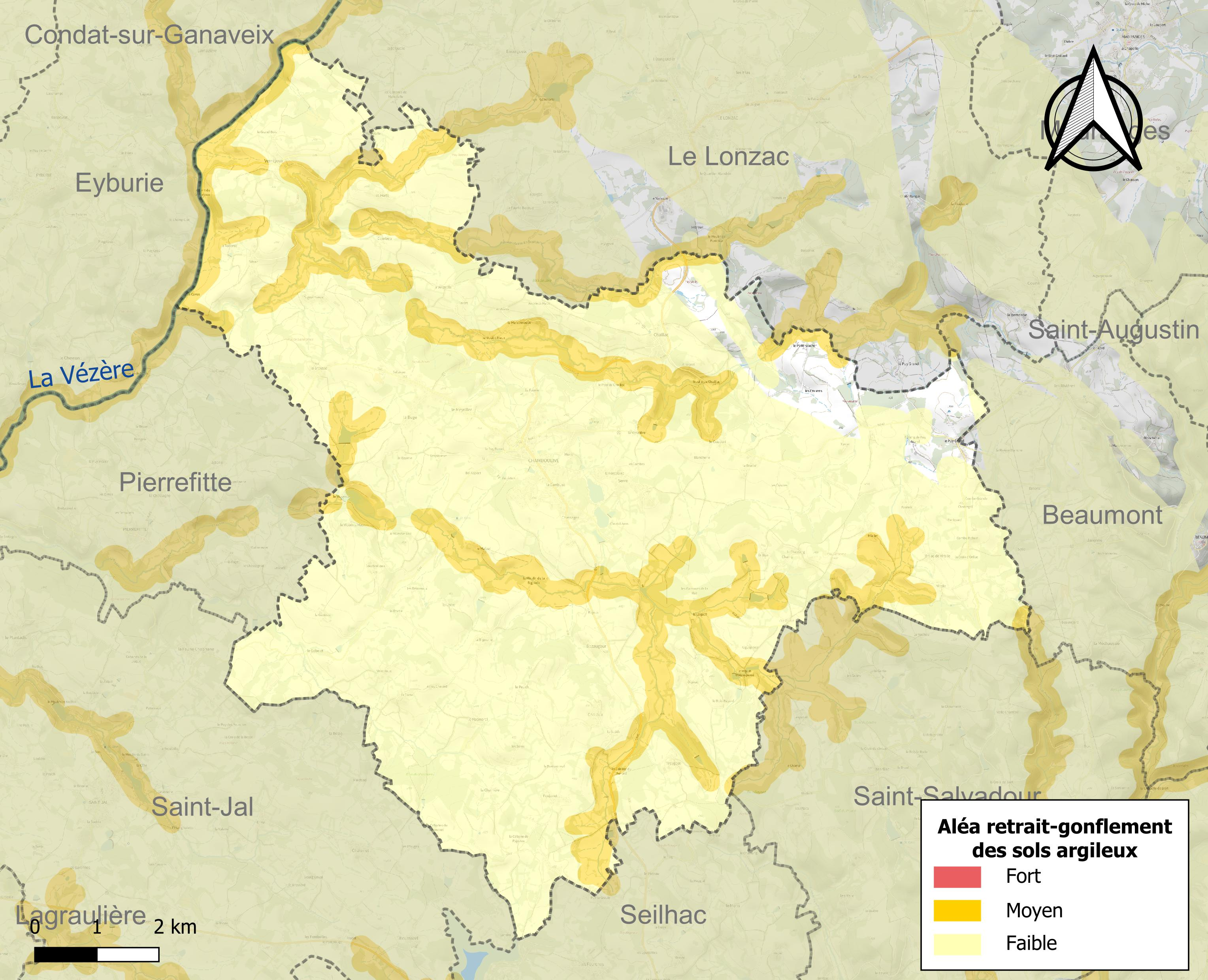
Carte des zones d'aléa retrait-gonflement des sols argileux de Chamboulive.

Le retrait-gonflement des sols argileux est susceptible d'engendrer des dommages importants aux bâtiments en cas d’alternance de périodes de sécheresse et de pluie. 20,5 % de la superficie communale est en aléa moyen ou fort (26,8 % au niveau départemental et 48,5 % au niveau national). Sur les 770 bâtiments dénombrés sur la commune en 2019,  31 sont en aléa moyen ou fort, soit 4 %, à comparer aux 36 % au niveau départemental et 54 % au niveau national. Une cartographie de l'exposition du territoire national au retrait gonflement des sols argileux est disponible sur le site du BRGM,.
Concernant les feux de forêt, aucun plan de prévention des risques incendie de forêt (PPRIF) n’a été établi en Corrèze, néanmoins le code de l’urbanisme impose la prise en compte des risques dans les documents d’urbanisme. Le périmètre des servitudes d'utilité publique et des zones d'obligation légale de débroussaillement pour les particuliers est quant à lui défini pour la commune dans une carte dédiée. 
La commune a été reconnue en état de catastrophe naturelle au titre des dommages causés par les inondations et coulées de boue survenues en 1982, 1993, 1999 et 2001. Concernant les mouvements de terrains, la commune a été reconnue en état de catastrophe naturelle au titre des dommages causés par des mouvements de terrain en 1999.

#### Risques technologiques
La commune est en outre située en aval du barrage de Monceaux la Virolle, un ouvrage de classe A situé en Corrèze et disposant d'une retenue de 20,5 millions de mètres cubes. À ce titre elle est susceptible d’être touchée par l’onde de submersion consécutive à la rupture de cet ouvrage.

#### Risque particulier
Dans plusieurs parties du territoire national, le radon, accumulé dans certains logements ou autres locaux, peut constituer une source significative d’exposition de la population aux rayonnements ionisants. Certaines communes du département sont concernées par le risque radon à un niveau plus ou moins élevé. Selon la classification de 2018, la commune de Chamboulive est classée en zone 3, à savoir zone à potentiel radon significatif. 

## Histoire

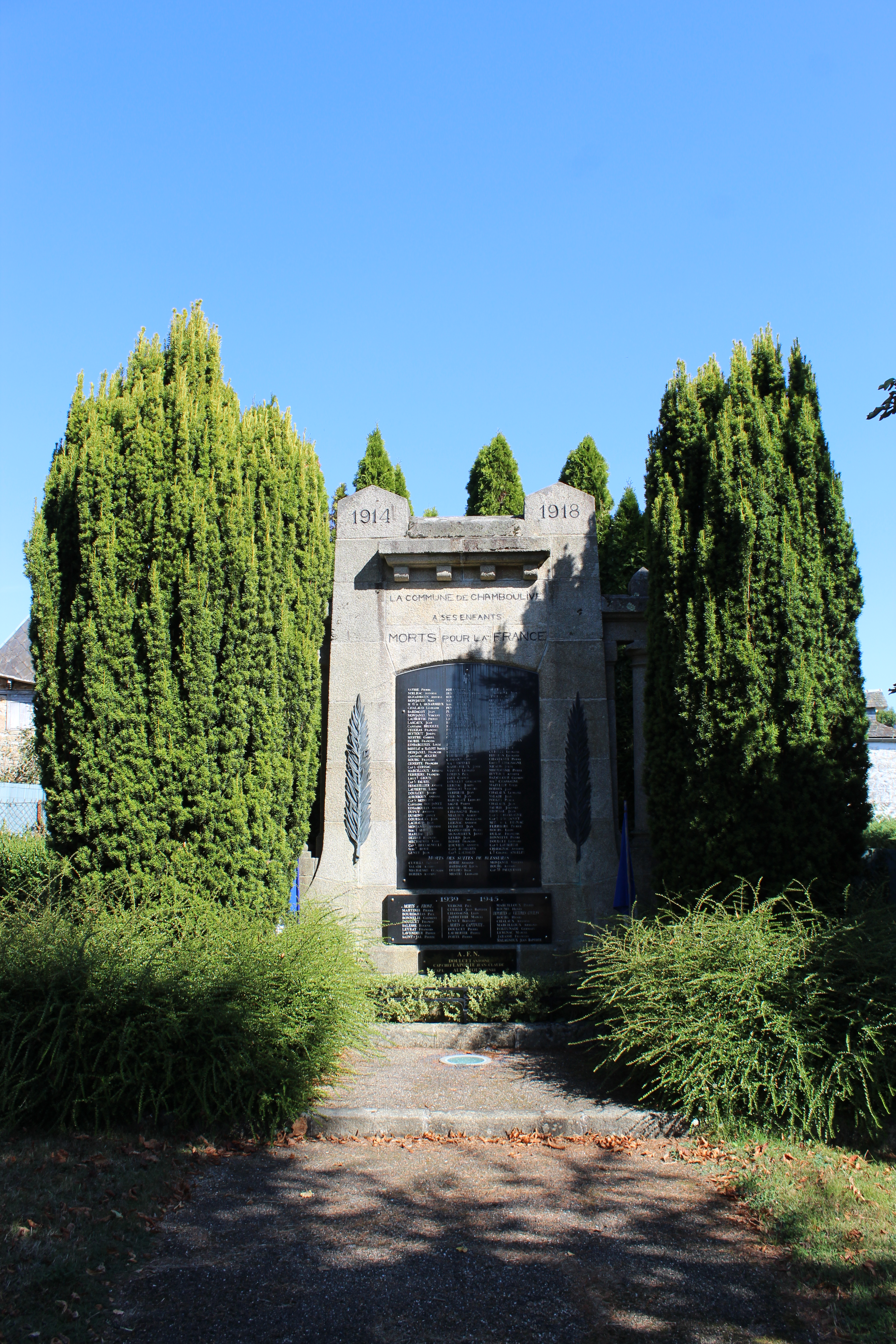
Le monument aux morts.

L’origine du nom est incertaine. On peut, certes, citer le petit peuple des Camboleutheri, mentionné par Jules César, mais, seule la première partie du mot parait lisible avec le terme camb-, c’est-à-dire la courbe. Cela pourrait conduire à évoquer un pays vallonné ayant de multiples sources et une terre fertile... À l’exception de l’oppidum bien délabré du Puy-Chalard, peu de découvertes archéologiques (quelques objets en pierre polie, quelques sites occupés au début de notre ère), mais ils attestent une occupation ancienne du sol. C’est ce que confirme la toponymie avec, notamment, les noms en —ac de l’époque gallo-romaine. [réf. souhaitée]
Le mot a été interprété tardivement comme "Champ d'olive"  Dictionnaire des noms de lieux de France Dauzat et Rostaing. 
Au haut Moyen Âge, Chamboulive est le siège d’un pagus minor, un petit pays du Limousin, une très ancienne division territoriale de la Cité des Lémovices, d’une vicairie, circonscription administrative et judiciaire et d’une paroisse sous le vocable des saints Côme et Damien, médecins syriaques.
On connaît, dès le XIe siècle, l’existence de seigneurs particuliers, les comtors. La seigneurie appartient ensuite aux Comborn, à leurs successeurs et, avant 1789, aux Lastic-Saint-Jal. C’est de Chamboulive que serait originaire, au XIVe siècle, dom Jean Birelle, général de l’Ordre des Chartreux, proposé à la mort du pape Clément VI pour le trône pontifical. On lui préfère celui qui devient Innocent VI.
À la fin de l’Ancien Régime, la paroisse relève de la sénéchaussée d’Uzerche (en appel du parlement de Bordeaux), de l’élection de Brive-la-Gaillarde et de la généralité de Limoges.
En 1790, Chamboulive, qui compte autour de 2 500 habitants, devient commune et chef-lieu d’un canton qui est supprimé en 1801. Depuis, elle est rattachée au canton de Seilhac, département de la Corrèze.
La nouvelle municipalité se dote d’armoiries (un châtaignier surmonté du chef de France)... Des troubles éclatent (ouverture d’étangs en 1791, pillage de châteaux en 1792).
En 1792, un club des Amis de la Constitution est créé : il reste très actif et vigilant... Cette période est dominée par la figure de Pierre Rivière (1749-1806) qui remplace Bigourie du Chambon à la Convention.
Au XIXe siècle, la commune reste très populeuse avec un maximum de 3 103 habitants en 1846. Elle en a 2 833 en 1896, 2 057 en 1946 et 1 133 en 1999...
En 1831, la chapelle du cimetière est transformée en mairie et école.
En 1848, la Révolution est marquée par des troubles qui nécessitent l’intervention des soldats du 10e Léger, de Tulle ; sous la IIIe République, un grand effort est entrepris pour développer l’enseignement ; un imposant groupe scolaire et une mairie moderne sont bâtis ; des écoles de hameaux voient le jour à Chalaux, Vernéjoux et Le Puy-Grand.
En juillet 1904, le train à voie étroite relie Chamboulive à Treignac, Seilhac, Tulle et Uzerche, surnommé « le Tacot ».
Mais Chamboulive paie un lourd tribut au champ d'honneur en perdant plus de 150 soldats durant la Première Guerre mondiale.
Pendant la Seconde Guerre mondiale, on compte une vingtaine de morts, des disparus, des déportés, un fusillé...
Deux Chamboulivois sont tués au cours de la guerre d’Algérie.

## Démographie
| 1793  | 1800  | 1806  | 1821  | 1831  | 1836  | 1841  | 1846  | 1851  |
| ----- | ----- | ----- | ----- | ----- | ----- | ----- | ----- | ----- |
| 2 542 | 2 479 | 2 515 | 2 998 | 3 036 | 3 047 | 3 093 | 3 103 | 3 000 |

| 1856  | 1861  | 1866  | 1872  | 1876  | 1881  | 1886  | 1891  | 1896  |
| ----- | ----- | ----- | ----- | ----- | ----- | ----- | ----- | ----- |
| 3 009 | 3 002 | 3 011 | 2 650 | 2 787 | 2 750 | 2 856 | 2 832 | 2 833 |

| 1901  | 1906  | 1911  | 1921  | 1926  | 1931  | 1936  | 1946  | 1954  |
| ----- | ----- | ----- | ----- | ----- | ----- | ----- | ----- | ----- |
| 2 758 | 2 707 | 2 624 | 2 331 | 2 254 | 2 089 | 2 062 | 2 057 | 1 851 |

| 1962  | 1968  | 1975  | 1982  | 1990  | 1999  | 2005  | 2006  | 2010  |
| ----- | ----- | ----- | ----- | ----- | ----- | ----- | ----- | ----- |
| 1 575 | 1 411 | 1 281 | 1 210 | 1 190 | 1 133 | 1 253 | 1 272 | 1 184 |

| 2015  | 2020  | 2022  | - | - | - | - | - | - |
| ----- | ----- | ----- | - | - | - | - | - | - |
| 1 196 | 1 168 | 1 158 | - | - | - | - | - | - |

## Lieux et monuments

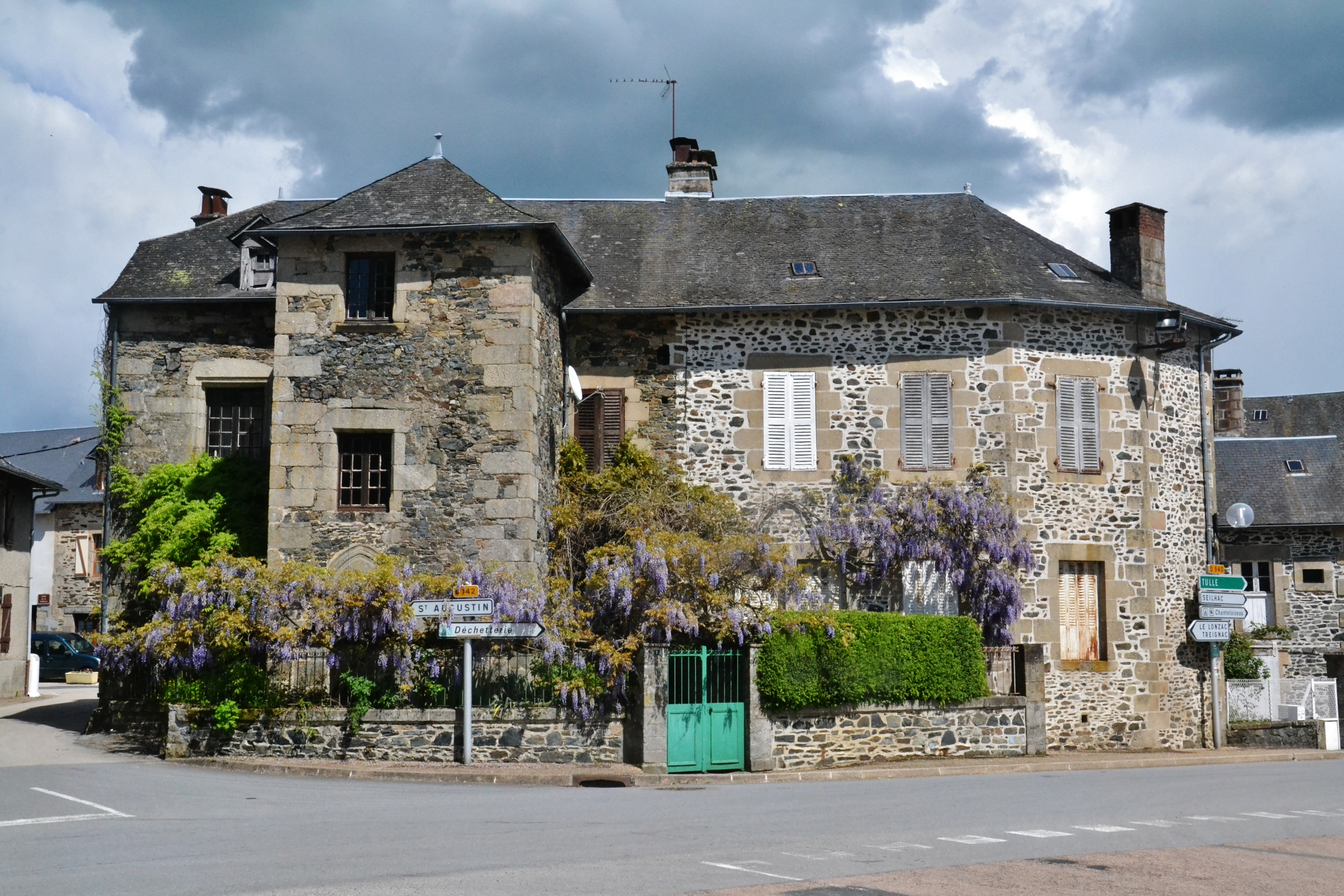
Une maison dans le centre-bourg.

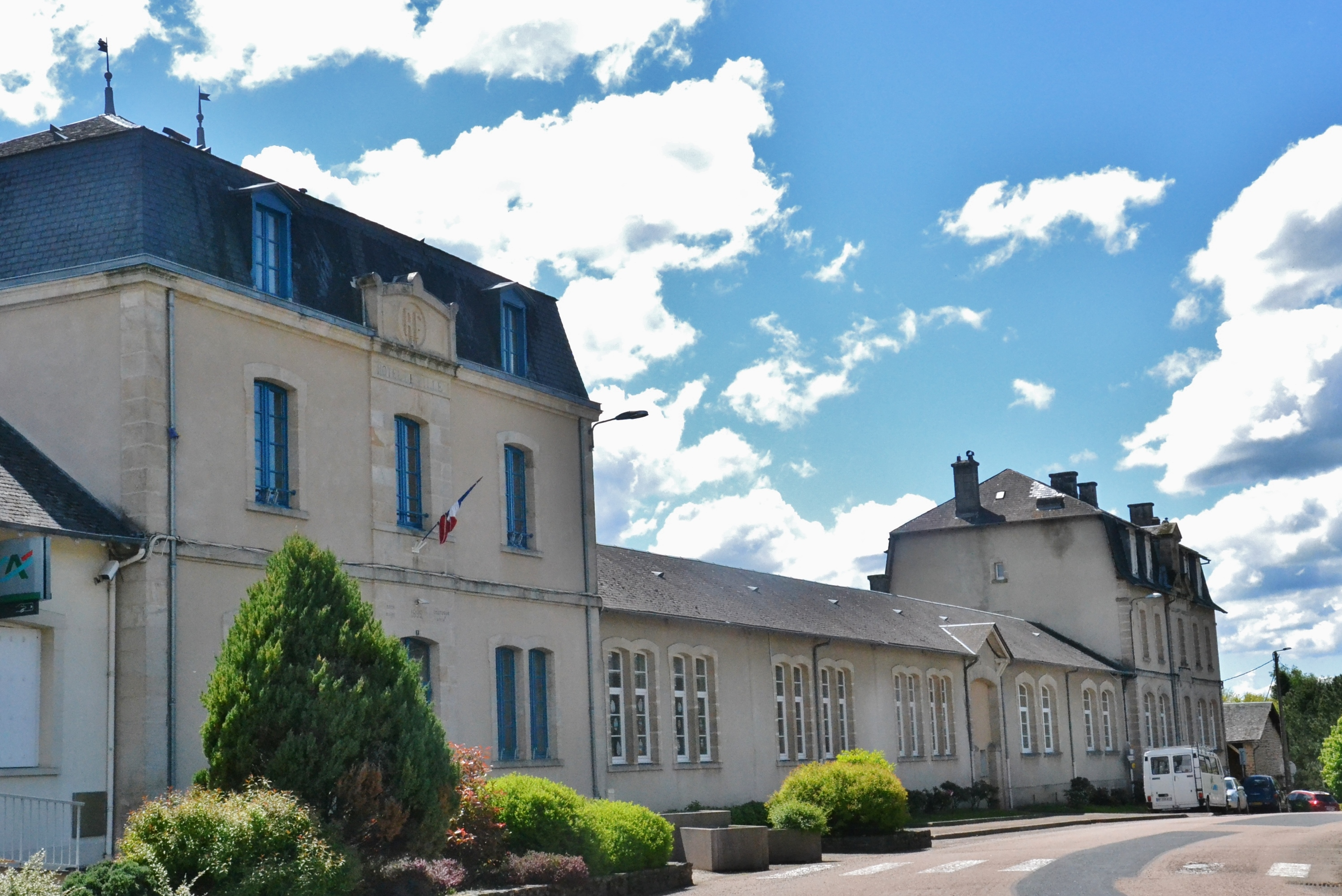
Mairie et école de la commune.

- Église Saint-Côme-et-Saint-Damien de Chamboulive. L'édifice a été classé au titre des monuments historique en 1921[26].
- Souterrain au lieu-dit Chassang ainsi qu'une série de sept silos.

L'escalier d'accès au souterrain a été dégagé sur une longueur de 3,80 m et comporte onze marches taillées à même le sol. Atteignant une profondeur de deux mètres, le souterrain semble tourner sur lui même pour « déboucher » à proximité de son entrée. Le souterrain, dont l'entrée est une sorte de goulot formé par des dalles, est situé à peu près sous une motte. Une Datation par le carbone 14 dans l'accès comblé du souterrain a donné une date de 1490 plus ou moins 100 ans.
Dans la pièce de terre attenante au souterrain ont été découvertes sept fosses dits « à offrandes », de forme ovoïde dont le diamètre intérieur varie entre 1,10 et 1,30 m dans la partie renflée. Leur profondeur moyenne est de 1,50 m.
- Site de la Chapelle du Puy Saint Damien, point culminant de Chamboulive. La table d'orientation présente sur le lieu propose une cartographie de l'horizon.

On trouve à l'entrée du site la sculpture de Marc Duquesnoy, réalisée en 2010 à l'occasion de Chamboul'art.

## Personnalités liées à la commune
- Pierre Rivière, homme politiques né le 2 octobre 1749 à Chamboulive (Corrèze) et décédé le 31 janvier 1806 au même lieu.
- Louis de Lajarrige, artiste peintre né à Chamboulive le 5 juin 1873, mort en 1933.

## Héraldique
| Blason de Chamboulive | Blason  | De gueules au chevron accompagné en chef de deux étoiles et en pointe de quatre poissons nageant et contre-nageant l'un sur l'autre dans un anneau, le tout d'or. |
| Blason de Chamboulive | Détails | Le statut officiel du blason reste à déterminer. |
| Blason de Chamboulive | Alias   | D'or au châtaignier de sinople fruité de gueules, sur une terrasse de sinople, au chef d'azur chargé de trois fleurs de lys d'or. Ancien blason                   |

## Jumelages
- Gozée (Belgique).